# 尼博 (密蘇里州)
尼博（英語：Nebo）是位於美國密蘇里州拉克利德縣的非建制地區。

## 歷史
尼博的郵局於1868年設立，其後於1987年停運。

## 地理
尼博所處的海拔為高於海平面315米（即1034英呎），而該地所採用的時區為UTC-6，即北美中部時區（CST）。同時該地設有夏令時間，為UTC-6調快一小時，即UTC-5（CDT）。